# Lisbon (Dacota do Norte)
Lisbon é uma cidade localizada no estado norte-americano de Dacota do Norte, no Condado de Ransom. A cidade foi fundada em 1880. Foi nomeada em homenagem a Lisbon, New York, cidade da esposa de seu fundador, Joseph L. Colton. Muitos pensam que o nome foi dado em homenagem à capital de Portugal, porém, o nome original dessa cidade era Lisburn, em referência à cidade localizada na Irlanda do Norte, próxima à região de Belfast, onde nasceu Alexander Macomb I, um próspero comerciante que se estabeleceu na região de Nova Iorque em 1755.

## Demografia
Segundo o censo norte-americano de 2000, a sua população era de 2 292 habitantes.
Em 2006, foi estimada uma população de 2 197, um decréscimo de 95 (-4.1%).

## Geografia
De acordo com o United States Census Bureau tem uma área de 5,8 km², dos quais 5,8 km² cobertos por terra e 0,0 km² cobertos por água.

## Localidades na vizinhança
O diagrama seguinte representa as localidades num raio de 24 km ao redor de Lisbon.